# Harold Laski
Harold Joseph Laski (ur. 30 czerwca 1893 w Manchesterze, zm. 24 marca 1950 w Londynie) – brytyjski politolog i ekonomista pochodzenia żydowskiego, profesor London School of Economics, sekretarz w latach 1945–1946 brytyjskiej Partii Pracy.

## Życiorys
W latach 1904-1910 uczył się w Manchester Grammar School a w 1910-1914 New College na Uniwersytecie Oksfordzkim w latach 1922-1936 był członkiem komitetu wykonawczego socjalistycznego Towarzystwa Fabiańskiego, a w 1936 został członkiem Komitetu Wykonawczego Partii Pracy. Skromnie określał się jako „płodny publicysta i dziennikarz”.
W 1926 został mianowany profesorem nauk politycznych w London School of Economics. Jedną z jego najważniejszych książek jest Reflections on the Revolution of Our Time (która jest dedykowana Edwardowi R. Murrowowi znanemu z filmu Good Night and Good Luck). W okresie Wielkiego Kryzysu stał się zwolennikiem ekonomii marksistowskiej.
Był także aktywny w amerykańskich kręgach uniwersyteckich. Jego nadzwyczajna 19-letnia przyjaźń z sędzią Sądu Najwyższego Oliverem Wendell Holmesem, rozpoczęta gdy Laski miał 23, a Holmes 75 lat, ukazana jest w 2 tomach korespondencji, opublikowanych w 1953.
W 1936, we współpracy z Victorem Gollancz i Johnem Stracheyem, założył Left Book Club, czyli organizację wydawniczą i edukacyjną o charakterze lewicowym działająca w Wielkiej Brytanii.

## Wybrane publikacje
- Studies in the Problem of Sovereignty (1917);
- Authority in the Modern State (1919);
- Political Thought in England from Locke to Bentham (1920);
- Karl Marx (1921);
- Communism (1927);
- Liberty in the Modern State (1930);
- Democracy in Crisis (1933);
- The American Presidency (1940);
- Reflections On the Revolution of our Time (1943);
- Faith, Reason, and Civilisation (1944);
- The American Democracy (1948).